# Horns
Pour plus de détails, voir Fiche technique et Distribution.
Horns ou Cornes au Québec est un film américano-canadien réalisé par Alexandre Aja et sorti en 2013. Mêlant comédie noire et fantastique, le film est une adaptation du roman Cornes de Joe Hill publié en 2010.

## Synopsis
Ignatius Perrish, surnommé "Ig", est un jeune homme accusé du viol et du meurtre de sa petite amie, Merrin Williams. Il part en quête pour trouver le véritable meurtrier, et se réveille un matin avec des cornes sur la tête qui ont la capacité de faire dire la vérité aux gens et de réveiller leurs plus bas instincts. 

## Fiche technique
- Titre original et français : Horns
- Titre québécois : Cornes
- Réalisation : Alexandre Aja
- Scénario : Keith Bunin, d'après le roman Cornes de Joe Hill
- Musique : Rob
- Direction artistique : Allan Cameron
- Décors : Jeremy Stanbridge
- Costumes : Carol Beadle
- Photographie : Frederick Elmes
- Montage : Stéphane Freess
- Production : Alexandre Aja, Riza Aziz, Joey McFarland et Cathy Schulman
- Sociétés de production : Mandalay Entertainment et Red Granite Pictures
- Sociétés de distribution : Dimension Films (États-Unis), Metropolitan Filmexport (France)
- Pays de production :  États-Unis,  Canada
- Langue originale : anglais
- Format : couleur - 2,35:1 - Dolby numérique - 35 mm
- Genres : comédie noire, fantastique et thriller
- Durée : 120 minutes
- Dates de sortie :
  - Canada : 6 septembre 2013 (festival de Toronto)
  - France : 1er octobre 2014
  - États-Unis : 31 octobre 2014
  - Belgique : 4 novembre 2014
- Interdit aux moins de 12 ans[Où ?]

## Distribution
- Daniel Radcliffe (VF : Kelyan Blanc ; VQ : Émile Mailhiot) : Ignatius « Ig » Perrish
- Max Minghella (VF : Marc Lamigeon ; VQ : Frédéric Millaire-Zouvi) : Lee Tourneau
- Joe Anderson (VF : Axel Kiener ; VQ : Jean-François Beaupré) : Terry Perrish
- Juno Temple (VF : Kelly Marot ; VQ : Claudia-Laurie Corbeil) : Merrin Williams
- Heather Graham (VF : Marie-Eugénie Maréchal) : Veronica
- Kelli Garner (VF : Dorothée Pousséo ; VQ : Catherine Bonneau) : Glenna Shepherd
- Laine MacNeil (en) (VF : Rebecca Benhamour) : Glenna, jeune
- James Remar (VF : Patrice Baudrier ; VQ : Jean-Luc Montminy) : Derrick Perrish
- David Morse (VF : Philippe Peythieu ; VQ : Benoit Rousseau) : Dale Williams
- Kathleen Quinlan (VF : Danièle Douet) : Lydia Perrish
- Kendra Anderson (VF : Pauline de Meurville) : Delilah
- Michael Adamthwaite (VF : Christophe Lemoine ; VQ : Pierre-Yves Cardinal) : Eric Hannity
- Alex Zahara (VF : Xavier Fagnon) : Dr Renald
- Meredith McGeachie : Mary
- Sabrina Carpenter (VF : Lou Dubernat) : Merrin, jeune
- Dylan Schmid (VF : Max Renaudin) : Lee, à treize ans
- Mitchell Kummen (VF : Théo Benhamour ; VQ : Tom-Eliot Girard) : Ig Perrish, jeune
- Christine Willes : la réceptionniste
- John Stewart : le manager de restauration
- Desiree Zurowski : la journaliste radio[1],[2]

## Accueil

### Critique
Sur le site Allociné, le film obtient des critiques, dans l'ensemble, positives. La presse lui donne une moyenne de 3/5 basé sur 22 critiques presse. Les spectateurs lui donnent une moyenne de 3,1/5[réf. nécessaire].

### Box-office
En France, le film a rencontré un succès mitigé. Le box-office enregistre 194 976 entrées.

## Distinctions

### Nominations et sélections
- Festival international du film de Toronto 2013 : sélection « Vanguard »